# Trương Sỹ Ba
Trương Sĩ Ba (tiếng Trung: 张仕波; sinh tháng 2 năm 1952) là Thượng tướng Quân Giải phóng Nhân dân Trung Quốc (PLA). Từ tháng 12 năm 2014 đến tháng 1 năm 2017, ông là Hiệu trưởng Đại học Quốc phòng Trung Quốc. Trước đó, ông là Tư lệnh lực lượng quân sự Trung Quốc tại Hồng Kông và Tư lệnh Quân khu Bắc Kinh.

## Thân thế và binh nghiệp
Trương Sĩ Ba sinh tháng 2 năm 1952 tại Chư Kỵ tỉnh Chiết Giang. Ông tốt nghiệp Đại học Sơn Đông với bằng Triết học Marx-Lenin.
Ông gia nhập Quân Giải phóng Nhân dân Trung Quốc năm 1970 là chiến sĩ Tiểu đoàn 3, Trung đoàn 172, Sư đoàn 18, Quân khu Tế Nam. Sau đó ông lần lượt kinh qua các chức vụ Tiểu đội trưởng; Trung đội trưởng; Đại đội trưởng; Tham mưu; Phó trưởng phòng; Trưởng phòng; Tham mưu trưởng Sư đoàn; Sư đoàn trưởng; Tham mưu trưởng Tập đoàn quân 67 Lục quân; Phó Tư lệnh Tập đoàn quân 20 Lục quân; Phó Tham mưu trưởng Quân khu Tế Nam và Tư lệnh Tập đoàn quân 20 Lục quân.
Tháng 10 năm 2007, tại Đại hội Đảng Cộng sản Trung Quốc lần thứ 17, Trương Sĩ Ba được bầu làm Ủy viên Dự khuyết Trung ương Đảng khóa XVII. Tháng 12 năm 2007, Trương Sĩ Ba được bổ nhiệm làm Tư lệnh lực lượng quân sự Trung Quốc tại Hồng Kông, một đơn vị cấp tập đoàn quân nhưng Tư lệnh được giữ quân hàm cấp "phó quân khu", tức Trung tướng, trên một cấp trần quân hàm của đặc khu Hồng Kông. Ông được thăng cấp Trung tướng tháng 7 năm 2009.
Tháng 10 năm 2012, Trương Sĩ Ba được bổ nhiệm vượt cấp từ Tư lệnh lực lượng quân sự tại Hồng Kông lên Tư lệnh Quân khu Bắc Kinh, bỏ qua cấp bậc "phó đại quân khu", tương đương chức vụ Phó Tư lệnh, Tham mưu trưởng các quân khu. Tháng 11 năm 2012, tại Đại hội Đảng Cộng sản Trung Quốc lần thứ 18, Trương Sĩ Ba được bầu làm Ủy viên Ban Chấp hành Trung ương Đảng Cộng sản Trung Quốc khóa XVIII.
Tháng 12 năm 2014, Trung tướng Tống Phổ Tuyển được bổ nhiệm thay thế Trương Sĩ Ba làm Tư lệnh Quân khu Bắc Kinh và Trương Sĩ Ba được phân công đảm nhiệm vị trí cũ của Tống Phổ Tuyển là Hiệu trưởng Đại học Quốc phòng Trung Quốc.
Ngày 31 tháng 7 năm 2015, một ngày trước dịp kỷ niệm 88 năm thành lập Quân Giải phóng Nhân dân Trung Quốc, Trương Sĩ Ba được phong quân hàm Thượng tướng, cấp bậc cao nhất đối với các sĩ quan quân đội Trung Quốc, cùng được thăng cấp với ông là chín sĩ quan khác. Tháng 1 năm 2017, ông được miễn nhiệm chức vụ Hiệu trưởng Đại học Quốc phòng.